# Адамович, Богуслав
Богу́слав Адамо́вич (пол. Bogusław Adamowicz, 13 января 1870, Минск, Российская империя — 1944, Варшава, Польша) — польский писатель, поэт и художник движения Молодой Польши. Представитель парнасской школы, символизма, импрессионизма, польской патриотической поэзии и фантастической литературы ужасов.

## Биография
Богуслав Адамович родился 13 января 1870 года в Минске (ныне Республика Беларусь). Изучал живопись в Париже. Около 1911 года возвратился в Минск, где с 1918 по 1920 год был редактором польского периодического издания «Goniec Miński». С 1920 года проживал в Варшаве. После Варшавского восстания был принудительно эвакуирован немцами из Варшавы, после чего пропал без вести.

## Творчество
Сочинения Богуслав Адамовича разделяются на два различных направления. В первом направлении он сосредотачивает своё внимание на эротизме и некрофильстве с лёгким сатанинским оттенком. На это направление в творчестве Богуслава Адамовича повлияли произведения Эдгара По и характерное для движения Молодой Польши крайности и мнение о вырождении человеческого разума. Поэзия Богуслава Адамовича этого направления детально изображает сексуальную чувственность, непосредственно сочетая жизненные желания со смертью.
На второе направление в поэтическом творчестве Богуслава Адамовича повлияла поэзия Тадеуша Мичинского и Антония Ланге. В этом стихотворном направлении Богуслав Адамович следует творчеству Юлиуша Словацкого, используя в своей поэзии метафизический и историческо-философский релятивизм и подчёркивая одновременно своё видение социальной несправедливости. В этом направлении Богуслав Адамович отделяет себя от Молодой Польши, приближаясь к позитивизму.

## Сочинения

### Поэзия
- «Gra wyobraźni» (Игра воображения) (1893);
- «Melodie» (Мелодии) (1897);
- «Rapsod ludzkości» (Рапсод человечности) (1911);
- «Wybór poezji» (Выбор поэзии) (1985).

### Проза
- «Wojna z duchami» (Война с духами) (1908) — позднее издавалась под названием «W starym dworze. Powieść fantastyczna» (В старом дворе. Фантастическая повесть);
- «Tajemnica długiego i krótkiego życia» (Тайна долгой и короткой жизни) (1911);
- «Nieśmiertelne głupstwo. Fantazja powieściowa» (Несмертельная глупость. Повествовательная фантазия) (1912);
- «Wesoły marszałek» (Весёлый маршалек) (1922);
- Świat na żółto (Мир в жёлтом) (1925), позднее издавалась под названием «Triumf żółtych» (Триумф жёлтых) (1927).